# Marcel Heller
Marcel Heller (Frechen, 12 febbraio 1986) è un calciatore tedesco, centrocampista svincolato.